# Maison (Aigues-Mortes)
La Maison du boulevard Gambetta est un monument historique situé à Aigues-Mortes, dans le département français du Gard en région Occitanie.

## Localisation
La maison est située sur la commune d' Aigues-Mortes, à l'angle du boulevard Gambetta et de la rue Emile-Jamais.

## Historique
La maison  est inscrite au titre des monuments historiques par arrêté du 6 décembre 1949.

## Architecture
La maison est composée deux étages. Le rez-de-chaussée possède quatre arcades qui donnent sur le boulevard Gambetta.